# Les Jonquilles

Les Jonquilles est un court métrage français réalisé par Paul Vecchiali en 1972.

## Fiche technique
- Titre : Les Jonquilles
- Réalisation, montage : Paul Vecchiali
- Scénario : Paul Vecchiali, Noël Simsolo
- Directeur photo : Georges Strouvé
- Ingénieur du son : Antoine Bonfanti
- Production : Unité Trois
- Format image : 35 mm - couleur
- Durée : 21 minutes
- Langue : français

## Distribution
- Yvon Lec
- Liza Braconnier
- Michel Delahaye
- Odette Duc
- Marcel Gassouk
- Louise Rioton